# Ekstraklasa 2025-26
La temporada 2025-26 es la 92.ª edición de la Ekstraklasa, el más alto nivel de fútbol en Polonia desde su creación en 1927. El Lech Poznań es el defensor del título después de coronarse por novena vez campeón de liga.

## Formato de competencia
La temporada regular consiste en un torneo de todos contra todos. Participan un total de 18 equipos, 15 de los cuales estuvieron presentes en la temporada anterior, mientras que los tres restantes han sido promovidos de la I Liga 2024-25. La temporada comienza el 18 de julio de 2025 y finalizará el 23 de mayo de 2026. Cada equipo disputa un total de 34 partidos, la mitad en casa y la otra mitad fuera. Al final de la temporada, el equipo con más puntos en la ronda campeonato se proclamará campeón y se clasificará a la segunda ronda previa de la Liga de Campeones de la UEFA 2026-27 con el subcampeón, mientras el equipo que acabe en tercera posición accederá a la clasificación de la Liga de Conferencia de la UEFA 2026-27. Los clubes que finalizan en las tres últimas posiciones descienden a segunda división.

## Ascensos y descensos
Durante la 32ª jornada de la campaña anterior, el Śląsk Wrocław y el Stal Mielec confirmaron su descenso de categoría los días 9 y 12 de mayo de 2025, respectivamente. El Śląsk confirmó su salida tras ser un habitual desde 2008 y haberse proclamado subcampeón la temporada pasada; el Stal abandonó la élite del fútbol polaco tras cinco años en la primera división. El Puszcza Niepołomice fue el último descendido, cuya derrota frente al Stal Mielec puso fin a su estancia de dos años en la Ekstraklasa. Por el contrario, el primer equipo en incorporarse a esta nueva edición de la Ekstraklasa fue el Arka Gdynia, que el 4 de mayo de 2025 derrotó a su rival directo para la promoción, el Bruk-Bet Termalica Nieciecza, volviendo a la élite tras cinco años de ausencia. Dos jornadas más tarde el Termalica obtuvo la segunda posición y confirmó su ascenso al vencer por 4-1 al Miedź Legnica, alcanzando la máxima categoría tres años después. El último ascendido fue el Wisła Płock, quien tras su victoria en la final de los playoffs frente al Miedź Legnica el 1 de junio de 2025, volvió a primera división dos años más tarde.
| Pos. | Descendidos de la Ekstraklasa 2024-25 |
| ---- | ------------------------------------- |
| 16º  | Stal Mielec                           |
| 17º  | Śląsk Wrocław                         |
| 18º  | Puszcza Niepołomice                   |

| Pos.  | Ascendidos de la I Liga de Polonia 2024-25 |
| ----- | ------------------------------------------ |
| 1º    | Arka Gdynia                                |
| 2º    | Bruk-Bet Termalica Nieciecza               |
| Prom. | Wisła Płock                                |

## Equipos participantes
| Equipo                       | Ciudad      | Estadio                           | Capacidad |
| ---------------------------- | ----------- | --------------------------------- | --------- |
| Arka Gdynia                  | Gdynia      | Estadio Municipal de Gdynia       | 15.139    |
| Bruk-Bet Termalica Nieciecza | Nieciecza   | Estadio Termalica Bruk-Bet        | 4.666     |
| KS Cracovia                  | Cracovia    | Estadio Mariscal Józef Piłsudski  | 15.016    |
| GKS Katowice                 | Katowice    | Arena Katowice                    | 15.048    |
| Górnik Zabrze                | Zabrze      | Estadio Ernest Pohl               | 24.563    |
| Jagiellonia Białystok        | Białystok   | Estadio Municipal de Bialystok    | 22.372    |
| Korona Kielce                | Kielce      | Estadio Municipal de Kielce       | 15.700    |
| Lech Poznań                  | Poznań      | Estadio Municipal de Poznań       | 42.837    |
| Lechia Gdańsk                | Gdańsk      | Arena Gdańsk                      | 41.620    |
| Legia de Varsovia            | Varsovia    | Estadio del Ejército Polaco       | 31.006    |
| Piast Gliwice                | Gliwice     | Estadio Municipal de Gliwice      | 9.913     |
| Pogoń Szczecin               | Szczecin    | Estadio Municipal Florian Krygier | 21.163    |
| Radomiak Radom               | Radom       | Estadio Braci Czachorów           | 8.840     |
| Raków Częstochowa            | Częstochowa | Estadio Municipal de Częstochowa  | 5.500     |
| Widzew Łódź                  | Łódź        | Estadio Widzew Łódź               | 18.018    |
| Wisła Płock                  | Płock       | Estadio Kazimierz Górski          | 15.004    |
| Zagłębie Lubin               | Lubin       | Dialog Arena                      | 16.068    |

### Personal y uniformes
| Club                         | Entrenador         | Capitán              | Firma deportiva | Patrocinador                    |
| ---------------------------- | ------------------ | -------------------- | --------------- | ------------------------------- |
| Arka Gdynia                  | Dawid Szwarga      | Dawid Gojny          | Adidas          | Gdynia, Energa                  |
| Bruk-Bet Termalica Nieciecza | Marcin Brosz       | Artem Putivtsev      | Adidas          | Termalica Bruk-Bet              |
| KS Cracovia                  | Luka Elsner        | Otar Kakabadze       | Puma            | Comarch                         |
| GKS Katowice                 | Rafał Górak        | Arkadiusz Jędrych    | Hummel          | Superbet                        |
| Górnik Zabrze                | Michal Gašparík    | Erik Janža           | Capelli Sport   | Superbet, Węglokoks             |
| Jagiellonia Białystok        | Adrian Siemieniec  | Taras Romanczuk      | Kappa           | Chorten, Kuchnia Vikinga        |
| Korona Kielce                | Jacek Zieliński    | Miłosz Trojak        | 4F              | EXBUD                           |
| Lech Poznań                  | Niels Frederiksen  | Mikael Ishak         | Macron          | Superbet                        |
| Lechia Gdańsk                | John Carver        | Rifet Kapić          | Adidas          | LV BET                          |
| Legia Varsovia               | Edward Iordănescu  | Artur Jędrzejczyk    | Adidas          | Plus500                         |
| Motor Lublin                 | Mateusz Stolarski  | Piotr Ceglarz        | Hummel          | Lublin, Spiżarnia               |
| Piast Gliwice                | Max Mölder         | Jakub Czerwiński     | 4F              | Kuchnia Vikinga, Verocargo      |
| Pogoń Szczecin               | Robert Kolendowicz | Kamil Grosicki       | Capelli Sport   | Puerto de Szczecin, zondacrypto |
| Radomiak Radom               | João Henriques     | Leândro Rossi        | Adidas          | Enea SA, Windoor                |
| Raków Częstochowa            | Marek Papszun      | Zoran Arsenić        | Adidas          | Hisense, zondacrypto            |
| Widzew Łódź                  | Željko Sopić       | Bartłomiej Pawłowski | Macron          | Panattoni, TERMOton             |
| Wisła Płock                  | Mariusz Misiura    | Łukasz Sekulski      | Adidas          | Orlen                           |
| Zagłębie Lubin               | Leszek Ojrzyński   | Damian Dąbrowski     | Nike            | KGHM                            |

## Clasificación
| Pos. | Equipo                       | Pts. | PJ | G | E | P | GF | GC | Dif. |                                                            |
| ---- | ---------------------------- | ---- | -- | - | - | - | -- | -- | ---- | ---------------------------------------------------------- |
| 1    | Wisła Płock                  | 13   | 5  | 4 | 1 | 0 | 8  | 2  | +6   | Clasificación para la Liga de Campeones de la UEFA 2026-27 |
| 2    | KS Cracovia                  | 10   | 5  | 3 | 1 | 1 | 11 | 8  | +3   | Clasificación para la Liga de Campeones de la UEFA 2026-27 |
| 3    | Górnik Zabrze                | 9    | 5  | 3 | 0 | 2 | 7  | 4  | +3   | Clasificación para la Liga Conferencia de la UEFA 2026-27  |
| 4    | Jagiellonia Białystok        | 9    | 4  | 3 | 0 | 1 | 10 | 9  | +1   |                                                            |
| 5    | Legia de Varsovia            | 7    | 4  | 2 | 1 | 1 | 5  | 2  | +3   |                                                            |
| 6    | Radomiak Radom               | 7    | 5  | 2 | 1 | 2 | 10 | 8  | +2   |                                                            |
| 7    | Bruk-Bet Termalica Nieciecza | 7    | 5  | 2 | 1 | 2 | 8  | 6  | +2   |                                                            |
| 8    | Widzew Łódź                  | 7    | 5  | 2 | 1 | 2 | 8  | 6  | +2   |                                                            |
| 9    | Lech Poznań                  | 7    | 4  | 2 | 1 | 1 | 8  | 9  | −1   |                                                            |
| 10   | Raków Częstochowa            | 6    | 4  | 2 | 0 | 2 | 6  | 7  | −1   |                                                            |
| 11   | Zagłębie Lubin               | 5    | 4  | 1 | 2 | 1 | 9  | 6  | +3   |                                                            |
| 12   | Korona Kielce                | 5    | 5  | 1 | 2 | 2 | 5  | 6  | −1   |                                                            |
| 13   | Motor Lublin                 | 5    | 4  | 1 | 2 | 1 | 5  | 7  | −2   |                                                            |
| 14   | Arka Gdynia                  | 5    | 5  | 1 | 2 | 2 | 4  | 7  | −3   |                                                            |
| 15   | GKS Katowice                 | 4    | 5  | 1 | 1 | 3 | 7  | 10 | −3   |                                                            |
| 16   | Pogoń Szczecin               | 4    | 5  | 1 | 1 | 3 | 7  | 12 | −5   | Descenso a la I Liga                                       |
| 17   | Piast Gliwice                | 1    | 3  | 0 | 1 | 2 | 0  | 3  | −3   | Descenso a la I Liga                                       |
| 18   | Lechia Gdańsk                | −3   | 5  | 0 | 2 | 3 | 11 | 17 | −6   | Descenso a la I Liga                                       |

Actualizado a los partidos jugados el 17 de agosto de 2025.
 Fuente: ekstraklasa.org 90minut.pl
Criterios de clasificación: 1) Puntos; 2) puntos entre sí; 3) diferencia de goles; 4) goles marcados; 5) número de victorias 6) número de victorias fuera.
Notas:
1. ↑  Lechia Gdańsk fue castigado con 5 puntos menos por atrasos financieros.[1]

## Resultados
| Local \ Visitante     | ARK | BBT | CRA | GKS | GÓR | JAG | KOR | LEG | LGD | LPO | MOT | PIA | POG | RAD | RCZ | WID | WPŁ | ZAG |
| --------------------- | --- | --- | --- | --- | --- | --- | --- | --- | --- | --- | --- | --- | --- | --- | --- | --- | --- | --- |
| Arka Gdynia           | —   |     |     |     |     |     |     |     |     |     |     |     | 2–1 | 1–1 |     |     |     |     |
| Termalica Nieciecza   |     | —   |     |     |     |     |     |     |     |     |     |     | 1–1 |     | 2–3 |     |     |     |
| KS Cracovia           |     | 2–0 | —   |     |     |     |     |     | 2–2 |     |     |     |     |     |     | 1–0 |     |     |
| GKS Katowice          | 4–1 |     |     | —   |     |     |     |     |     |     |     |     |     |     | 0–1 |     |     | 2–2 |
| Górnik Zabrze         |     | 0–1 |     |     | —   |     |     |     | 2–1 |     |     |     |     |     |     |     |     |     |
| Jagiellonia Białystok |     | 0–4 | 5–2 |     |     | —   |     |     |     |     |     |     |     |     |     | 3–2 |     |     |
| Korona Kielce         |     |     |     |     |     |     | —   | 0–2 |     |     |     |     |     | 3–0 |     |     |     |     |
| Legia Varsovia        | 0–0 |     |     | 3–1 |     |     |     | —   |     |     |     | Apl |     |     |     |     |     |     |
| Lechia Gdańsk         |     |     |     |     |     |     |     |     | —   | 3–4 | 3–3 |     |     |     |     |     |     |     |
| Lech Poznań           |     |     | 1–4 |     | 2–1 |     | 1–1 |     |     | —   |     |     |     |     |     |     |     |     |
| Motor Lublin          | 1–0 |     |     |     |     | Apl |     |     |     |     | —   | 0–0 |     |     |     |     |     |     |
| Piast Gliwice         |     |     |     |     | 0–1 |     |     |     |     | Apl |     | —   |     |     |     |     |     |     |
| Pogoń Szczecin        |     |     |     |     | 0–3 |     |     |     |     |     | 4–1 |     | —   |     |     |     |     |     |
| Radomiak Radom        |     |     |     |     |     | 1–2 |     |     |     |     |     |     | 5–1 | —   | 3–1 |     |     |     |
| Raków Częstochowa     |     |     |     |     |     |     |     |     |     |     |     |     |     |     | —   |     | 1–2 | Apl |
| Widzew Łódź           |     |     |     | 3–0 |     |     |     |     |     |     |     |     |     |     |     | —   | 1–1 | 1–0 |
| Wisła Płock           |     |     |     |     |     |     | 2–0 | 1–0 |     |     |     | 2–0 |     |     |     |     | —   |     |
| Zagłębie Lubin        |     |     |     |     |     |     | 1–1 |     | 6–2 |     |     |     |     |     |     |     |     | —   |